# Берёзки (Полтавская область)
Берёзки (укр. Берізки) — село,
Сватковский сельский совет,
Гадячский район,
Полтавская область,
Украина.
Код КОАТУУ — 5320487202. Население по переписи 2001 года составляло 10 человек.

## Географическое положение
Село Берёзки находится в 4-х км от правого берега реки Грунь,
на расстоянии до 2-х км от сёл Шевченково и Гречановка.
По селу протекает пересыхающий ручей с запрудой.

## История
- 1890 — дата основания.